# Parafia Świętej Rodziny w Puławach
Parafia Świętej Rodziny w Puławach – parafia rzymskokatolicka w Puławach, należąca do archidiecezji lubelskiej i Dekanatu Puławy. Została erygowana 8 czerwca 1991. 

## Terytorium parafii
Na obszarze parafii leżą ulice: Adamczewskiego, Armii Krajowej, Baca, Batalionów Chłopskich, Bielskiego, Bosaka, Ceglana, Cicha, Cyprysowa, Dębowa, Dryja K., Filtrowa, Gościńczyk, Górna, Grota - Roweckiego, Grzebowskiego, Hollakowej J., Irysowa, Jakbickiego, Katarasińskiego, Kaznowskiego, Kędzierskiej, Klonowa, Kolejowa, Kołodzieja, Kopernika, Kosmali, Kossakowskiego, Kwiatowa, Legionu Puławskiego, Lessla, Lewickiego, Lipowa nry nieparzyste, Lubelska, Malarska, Mieszczyńskiego, Minkiewicza, Miodowa, Na Stoku, Ogrodowa, Okulickiego, Ostrowskiego, Pałki, Pasiaka, Pileckiego, Piramowicza, Pogodna, Pszczela, Renet-Jursz, Romantyczna, Różana, Sadowa, Saperów Kaniowskich, Sikorskiego, Skowieszyńska, Sosnowa, Spacerowa, Szalkiewiczowej, Szczypy, Szubartowskiego, Świgosta, Tęczowa, Towarowa, Urocza, Wodna, Wolińskiej, Wrzosowa, Zagrodzkiego, Zdebika, Ziemięckiej, Zinklewicza, Żebrowskiego. Kościół parafialny w budowie od 2003. 